# Time Cut
Time Cut és una pel·lícula slasher de ciència-ficció estatunidenca de 2024 dirigida per Hannah MacPherson, que va coescriure el guió amb Michael Kennedy. És protagonitzada per Madison Bailey, Antonia Gentry i Griffin Gluck. S'ha subtitulat al català.
La trama segueix la Lucy, una noia que viatja accidentalment en el temps fins al 2003 i intenta salvar la seva germana gran d'un assassí emmascarat.
La pel·lícula es va estrenar a Netflix el 30 d'octubre de 2024.